# Нова Сидоровка
Нова Си́доровка (рос. Новая Сидоровка) — село у складі Кетовського району Курганської області, Росія. Адміністративний центр Новосидоровської сільської ради.
Населення — 1893 особи (2010, 1907 у 2002).